# アレクサンドル・ロボット
アレクサンドル・ロボット（Alexandru Robot (ルーマニア語発音: [alekˈsandru ˈrobot]; born Alter Rotmann, also known as Al. Robot; Moldovan Cyrillic: Александру Робот; January 15, 1916 – c. 1941) ルーマニア、モルドバ、ソビエトの詩人であり、小説家、ジャーナリスト。
ルーマニアの文学クラブのメンバーとして注目され、モダニズムやアバンギャルドに傾倒し、象徴主義や表現主義の文学を取り入れた詩のスタイルを確立した。一部の詩の語彙の不明瞭さや、イオン・バーブとのスタイルの類似性から「隠遁者」とも呼ばれ、伝統的な慣習にモダニズムの要素を融合させた牧歌的な作品で特に注目された。
1935年に移住したベッサラビア地方の文芸誌「Viața Basarabiei」に採用されたロボットは、共産主義に共鳴した政治的志向の強いジャーナリストでもあり、前衛的な活動と並行して、社会的、政治的、文化的なさまざまなテーマでルポルタージュ作品やエッセイを執筆した。1940年のベッサラビア併合の際、ロボットはソ連領内に留まることを選び、社会主義リアリズムを採用し、国籍問題についてはモルダヴィアSSRの公式見解に忠誠を誓った。これは死後の論争の種になったが、ロボットの正式な服従を意味するものであるという説もある。
ドイツ・ルーマニアによるベッサラビア占領の約2ヵ月後、ロボットは消息となり、謎の死を遂げた。彼の前衛的な文学作品は、1960年代にベッサラビアの新世代の作家たちによって再発見されるまで、ほとんど知られていなかった。

## 生涯

### 幼少期
後に詩人となる彼は、ブカレスト出身で、ユダヤ系ルーマニア人の両親キャロル・ロットマンとトニ・イスラエルの間に生まれ、労働者階級の家庭環境にあった。彼の父親は、矛盾した証言によれば、ブカレストのユダヤ人墓地の事務員か監視員だった。市内のスピル・ハレト高校でしばらく学んでいたが、文化雑誌『ランパ』の記者として働き始めるために中退し、その後、『ユニヴェルサル』、『クヴァントゥル・リベル』、『ヴィアタ・リテララ』などの定期刊行物に記事を掲載した。
ロボットは1932年、16歳のときに叙情詩集『Apocalips terestru』で編集者としてデビューした。その後、George Călinescu、Eugen Lovinescu、Perpessicius、Ion Pillatなど、学識経験のある評論家や詩人仲間による同情的な文学年鑑で認められた。2006年、モルドバの言語学者であるウラジーミル・プリサカル（Vlad Pohilă）は、当時の意欲的な作家を「早熟で精力的、絵に描いたような放蕩者で、非常に多作な才能」と定義した。
同年、ルーマニア古王国時代の前衛サークルが発行していた短命の雑誌に、アレクサンドル・ロボットが寄稿した。ダン・ペトラシュインクやペリクル・マルティネスクといった作家たちと一緒に、若い作家たちの定期刊行物『bobi』に掲載された。また、ペトラシュインクの『Discobolul』にも参加し、『Cristalul』（Găeștiのモダニズム・サークル）にも作品のサンプルが掲載された。また、ロボットは、評論家のルシアン・ボズがブカレストで創刊した文芸誌「ユリセ」に寄稿した若手作家の一人でもある。1933年6月、ランパはルーマニアの哲学者でモダニズム小説家のミルチャ・エリアーデとのインタビューを掲載した。

### ベッサラビアへの移転
1935年、ロボットは故郷である古王国を離れ、ベッサラビア地方（当時は大ルーマニアの一部）の文化的首都であるキシュイナウに向かうことを決意した。この突然の選択は、モルドバの文学史家ユーリエ・コレスニックが異例のことだと指摘している。「ここでは、文学的環境は非常にささやかなものであり、ルーマニア語の問題でベッサラビア人に対する圧力は非常に強く、政治的なものはすべて左翼的な影響を受けないようにしなければならず、ベッサラビアはボルシェヴィキ化の疑いがあったからである。モルドバの評論家オイゲン・ルングがロボットの文化的帰属の定義に「半ベッサラビア人」を使っていることからもわかるように、その後のこの地域への帰属は部分的なものであった。しかし、ウラジーミル・プリサカルは、ロボットがキシュナウ（彼は気軽に「私たちの街」と呼んでいる）の文化に自分を合わせることを選んだ方法を「印象的」と表現している。「ロボットとチシュイナウが同じようなものであるかのような印象を受けるのだ。ロボットとキシュイナウは、2つの通じ合う器のように見えた」。
到着して間もなく、若き作家は同じ詩人のニコライ・コステンコに雇われて、文芸誌『ヴィアタ・バサラビエイ』の編集スタッフとなったが、ほとんどは『ガゼータ・バサラビエイ』紙の記者として働いていた。その頃、ロボットは左翼的な活動を熱心に行っており、コレスニックは「自分の政治的意見を隠そうとしたことはなかった」と書いている。[中略）彼は共産主義運動のシンパだった」と書いている。共産主義と反ファシズムというイデオロギーの選択は、『Viața Basarabiei』への寄稿、さまざまなルポルタージュ作品、旅行記などにも反映されている。ロボットは、ベッサラビアやブジャク地方を広く旅し、ヴァルコフのリポヴァンの漁師の生活や、ルーマニア共産党の過激派ペトル・コンスタンティネスク＝イアシュイのキシュイナウでの裁判などの公共性の高い問題を取材した。Vladimir Prisăcaruは、ロボットがブジャク（現在はウクライナの一部となっている地域）を取材することに「説明しがたい偏愛」を持っていたと書いており、著者は「隠された関心を持つことなく、（この地域の）ルーマニア人としての特徴を明らかにした」と論じている。
そのほかにも、ルーマニアの象徴主義の代表格であるプティカ（Ștefan Petică）の作品の研究、エッセイ風の社会批判作品『Pajurile mizeriei chișinăuiene』、アントン・ホルバン（Anton Holban）の小説『Ioana』の年代記など、さまざまなテーマの論文を発表している。ロボットは、ルイジ・ピランデッロ、セルゲイ・イェセーニン、シャルル・ボードレールから、マテイウ・カラギアーレ、パナイット・イストラティ、リヴィウ・レブレアヌまで、ヨーロッパやルーマニアの文学界の主要人物をテーマにした批評的スケッチを数多く発表しており、同様に、美術、演劇、バレエの批評にも関心を持っていた（コンスタンティン・ブランクシュイ、ヴィクトル・ブラウナー、ヴァスラフ・ニジンスキー、アンナ・パヴロヴァなど）。特にロボットは、ベッサラビア生まれの女優マリア・セボタリへのインタビューで高い評価を得た。
1936年には第2詩集『Somnul singurătății（孤独のまどろみ）』が出版された。コレスニックによると、ロボットはコステンコの「非常に微妙な競争相手」であったが、コステンコからの評価は「二人とも左翼的な政治的シンパシーを持ち、それを一貫して推進していたことから、正当な文学的連帯感」を示していたという。当時、コステンコは、ルーマニアの民族主義思想家ニコライ・ヨルガの作品にインスピレーションを求めていた新伝統主義的な文学派への支持を微妙に変えつつあり、前衛的な傾向を好むようになっていた。同年、ブカレストの公式文芸誌『Revista Fundațiilor Regale』は、モダニズムの批評家Vladimir Streinuのエッセイを掲載し、ロボット、Haig Acterian、Ștefan Baciu、Cicerone Theodorescuの作品を4つのセクションに分けて論じていた。

### ソ連での活躍と失踪
1940年にルーマニアがベッサラビアをソ連に割譲した後、ロボットは自分の生まれ育った地域に残った。これは「意識的な選択」であり、前衛的な詩がソ連政府に高く評価されているとロボットが信じていたことが正当化されたのではないか（「ソ連のプロパガンダの最も明白な知的犠牲者」となった）と、ユーリエ・コレスニックは指摘する。コレスニックも「共産主義体制の下で1年間生活した後の彼の失望感は深く、取り返しのつかないものだったのではないか」と書いている。オイゲン・ルングも同様の主張をしており、ロボットは「コルホーズニクの幸福への固執を真似た」ものであり、新生モルダヴィアSSRの他の作家と同様、社会主義リアリズムに準拠させられたものであると指摘している。特にロボットは、ルーマニア語とは異なる「モルドバ語」をバルタの教育機関で規定するというソ連の公式見解に従っていたと、ルングは指摘する。
ロボットは共産党の機関紙「モルドヴァ・ソシアリスタ」に雇われていたが、ソ連の占領に抗議してブカレストに移った「ビアタ・バサラビエイ」にも寄稿していたのが珍しかった。1940年9月、ルーマニアがファシスト政権下にあったとき、ロボットはブカレストのクラブにロヴィネスクを訪ねたこともあった。ロヴィネスクの簡潔な記録は約60年後に初めて出版されたが、そこにはロボットと、モダニストからファシストに転向したイオン・バルブとの間の対立が描かれている。「哀れなロボットはバルブから地獄のような接待を受ける。バルブのせいで恥ずかしい午後になってしまった」。
1941年6月下旬、ナチス・ドイツ軍とルーマニア軍が突如としてソ連への攻撃を開始し、ベッサラビアを占領すると、政治状況は一変した（第二次世界大戦下のルーマニア参照）。ロボットは同年8月に行方不明となり、死亡したと推定された。最後に確認された居場所はウクライナSSRのオデッサ付近であった。一説によると、彼は赤軍に徴兵され、戦死したとされている。しかし、ウラジーミル・プリサカルの説によれば、ロボットはオデッサからクリミアへ向かう船が黒海で沈没した際、他のベッサラビア人難民とともに難破して死んだという。
彼が残した原稿には、小説『ミュージック・ホール』のほか、『Imblânzitorul de cuvinte（言葉の飼い主）』と『Plecările și popasurile poetului（詩人の出発と休息）』と題された2冊の詩のノートがある。また、ロボットは共産主義をテーマにした叙情的な作品を『A înflorit Moldova（モルドバは花開いた）』というタイトルで印刷しようとしていたと言われている。

## 作風

### モダニズムとヘルメティシズム
アレクサンドル・ロボットの詩と散文は、ルーマニアとモルドバの前衛的な流れの発展段階を示しており、折衷主義とコスモポリタニズムを特徴としている。研究者のアレクサンドル・ブルラクは、モルドバの文学文化におけるこの発展を、ロボット、コステンコ、ウラディミル・カヴァルナリの世代グループを「改革派の方向性」と定義している。「象徴主義、未来主義、表現主義、想像主義、パルナシアン、ダダイスト、シュルレアリスム。Burlacu は、Eugenio Coșeriu、Sergiu Grossu、Magda Isanos、Bogdan Istru、Alexandru Lungu、Vasile Luțcan、George Meniuc、Teodor Nencev、Sergiu Matei Nica、Octav Sargețiu など、Costenco の雑誌で紹介された作家たちもこのラインに含まれている。同様に、モルドバの学者であるティモテイ・ロシュカは、ロボット、コステンコ、イサノス、メニウクを、「最も多いのは瞑想的な環境での表現だが、モダニズム的なタイプのジェスチャー、脱線、戦略的な力、さらには実験的なものにも無縁ではない」ベッサラビア人の創造的なアプローチとして挙げている。より具体的には、評論家はロボットを象徴主義者、あるいは「象徴主義と表現主義の間で揺れ動く作家」としている。
ロボットの作品を解説した一人である文学史家のGeorge Călinescuは、ロボットをルーマニア文学のモダニズムの部類に入れ、1930年代の「ダダイスト、シュルレアリスト、ヘルメチスト」と並べ、ライバルの前衛詩人バルブとの類似性を指摘している。彼の定義では、ロボットはバルブの「密閉主義」を、ポスト・シンボリズムの詩人カミル・バルタザルの放埓な特徴や、イオン・ピラットやイラリエ・ボロンカの新伝統主義の詩からの借用も含めて、ミックスしていた。Călinescuは、ロボットが「良い詩を書く人」であり、「重い絹」に似た「波」のようなスタンザを持っていると評価したが、スタイルの混合には「知的な固着がない」と指摘した。その根拠として、ロボットが古代ギリシャ文学のテーマを展開した歌詞を挙げている。

### その他
ロボットの散文作家としての貢献は、ルーマニアとモルドバの文化的文脈において、いくつかの点で革新的であった。文学史家のミハイ・ザムフィールは、ロボットを1930年代のルーマニア小説におけるさまざまな重要人物（マックス・ブレッチャー、H.ボンシウ、ミルチャ・エリアーデ、コンスタンティン・ファンタネル、カミル・ペトレスク、アントン・ホルバン、ミハイル・セバスチャン、オクタフ・ウルルチュ）と並べて、「（ルーマニア）散文の改革」における彼の役割についてコメントしている。散文形式における詩人の美学的な達成感については、ロボットを "スタイルのアクロバット "と呼んだオイゲン・ルングが論じている。
ロボットの唯一の小説である『ミュージック・ホール』は、ダンサーのタマラとイゴールの母子の生活を中心に描かれている。ルーマニアの文学評論家、ミルチャ・ミハイエシュによれば、この「問題のある」物語には「精神分析的・表現主義的フィルター」がかけられているという。モルドバの詩人・評論家のイゴール・ウルセンコは、このプロットを「思春期の経験とコンプレックス」の集合体と定義しているが、ロボットの実験文学の観点からは、この本は「紛れもない成熟の練習」の集合体として書かれていると主張している。プリサカルは、この小説を「幽霊のようなキャラクター」が登場する「独創的でモダニズム」な作品だと見ている。
ロボットの文学作品の多くは、出来事や習慣を観察した短いエッセイで構成されている。このような作品を「どんな教科書にも、どんなアンソロジーにも載せることができる、小さな文学の宝石」と評価するコレスニックは、ロボットが「マールティシュオール」という春の風習に捧げた（そしてそれにちなんだ）作品に注目する。そこにはこう書かれている。「3月1日、私たちは首や胸をマールティシュオアで飾ります。これらは、命令なしに、英雄や美徳を意味することなく授与される唯一の勲章です。[中略）マールティシュオアレの儚さには多くの詩がありますが、あまりにもシンプルな詩なので、ありふれたものと勘違いされてしまいました」。反対に、『Pajurile mizeriei chișinăuiene』の中で、ロボットはキシュイナウを偏狭で貧弱な場所とし、その全体像を豊富なルークで定義している。「朝の旗から引き裂かれたような、時代遅れで不愉快な鳥たちは、ベッサラビアの運命から決して引き裂かれることのない災厄の象徴であり、病院と墓地に通じる2本の路面電車がある街の特徴である」。このようなイメージが前提とする「現実への適応」について、ルーマニアの評論家イオン・シムスは、ロボットの見解は、ベッサラビア出身の友人コステンコの地域主義や郷土主義の理論とは対照的であると指摘している。

## その他
アレクサンドル・ロボットが失踪した直後、ジョージ・カラインスクは彼をルーマニア文学大全集（初版1941年）に掲載した。ロボットのプロフィールや他のユダヤ人作家を掲載したのは、ルーマニアの独裁者であるイオン・アントネスクの反ユダヤ主義政策を意図的に無視したものであり、その中にはユダヤ人文学に対する厳重な検閲も含まれていた（「ルーマニアにおけるホロコースト」参照）。カラインスクの作品はその後、ルーマニアのファシスト新聞「ポルンカ・ブレミイ」に攻撃され、特にロボットのルーマニア文化への貢献を否定し、「ルーマニア人の魂の清潔さ」を保つためにカラインスクを処罰するよう要求した。1942年に『Gândirea』誌に寄稿したファシストの新聞記者N.Roșuも、次のように主張している。「1942年、ファシストの新聞記者N. Roșuは『Gândirea』誌に寄稿し、次のように主張している。ロボットは、ラジオ・ティラスポリの元放送局員であるが、重要な位置を占めている。そして、G.カラインスク氏は大学教授のままである。いつまで続くのか？そのうちわかるよ」。
ソビエト連邦モルダヴィア社会主義共和国では、1960年代にロボットの貢献度が再評価され、戦争で亡くなった他の作家と同様に、国営の出版社から再出版された。特に、文芸評論家・歴史家のシミオン・チボタルは、ロボットの詩集を編集した。しかし、1965年にジョージ・メニウクが『Moldova Socialistă』に寄稿した記事で、ソ連の人々に向けてロボットの詩を批評した最初の知識人と言われており、その後、他の作家や研究者による同様の研究が次々と行われた。作家のミハイ・ヴァクロフスキーは、ソ連崩壊とモルドヴァ独立（1991年）までは、ロボットはモルドヴァ社会主義共和国の文化の特徴とみなされ、公的に承認された作家の一人でもあったと主張している。これに対して、評論家のイウリアン・チョカンは、ベッサラビアのルーマニア人作家がこの地域の文学的ルーツから孤立していること、特に先人のロボットやコンスタンティン・ステレの「質の高い散文」に慣れていないことを嘆いている。
ルングによれば、チボタル版は、地元の作家たちに非公式な文学文化の形態を垣間見せるという、予想外の破壊的な効果をもたらしたという。当時を振り返って彼はこう述べている。「このブカレストの隠遁生活者の著作は、社会主義リアリズムの象徴を一瞬にして枯らしてしまった。[中略）ロボットの報道のおかげで、私たちは自分がいかに口ごもっているかを認めざるを得なくなったが、同時に無料でいくつかのレッスンを受けることができた」と述べている。同じコメンテーターは、「私たちの世代は、アレクサンドル・ロボットを読み、崇拝し、愛撫さえしてきた」としながらも、ロボットの早すぎる死は、彼の創造的な運命に「淡く曖昧な美徳」を与え、ロボットがデビュー後にルーマニアの批評家たちから受けた励ましを無意味にしてしまったと結論づけている（Călinescu, Eugen Lovinescu）。また、1960年代の若い作家たちの魅力に言及しながら、こうも主張している。「戦間期は、彼を通して、私たちが何者であり、何者になりうるのかというサンプルを送ってきたのであり、そうして、残酷に引き裂かれた紐を結び直したのである」。モルドバの作家の中で、ロボットの前衛的な文章に影響を受け、共産主義の美学に抵抗した作家として、イゴール・ウルセンコは、ウラジミール・ベシュラーガとアウレリウ・ブスイオックを挙げている。
同じ頃、共産主義のルーマニアでもロボットは人気を博していた。1960年代後半には、文芸誌『Viața Românească』に『Music-hall』が連載された。ミルチャ・ミハイエシュは、この作品を熱心に読んでいたことを振り返りながら、ロボットの伝記についてはまだ一般にはほとんど知られていないことを指摘している。同じ文脈で、ロボットはデュミトル・ミクーのモノグラフの題材にもなった。
1993年、ロボットの詩作品は、自身も詩人であるデュミトル・M・イオンが編集し、カロリナ・イリカとディモ・ナウム・ディムコフがマケドニア語に翻訳して、マケドニア共和国のスコピエにあるKultura社から出版されたモルドバの詩集に収められた。同年、彼のプレス記事は一冊の本にまとめられ、ブカレストのEditura Litera International社から出版された。また、チェコの学者であるリブシェ・ヴァレンツォーヴァとイリ・ナシネックが編集したチェコ語のSlovník rumunských spisovatelů（「ルーマニア作家の辞書」）には、ベッサラビアの作家を紹介する39項目のうちの1項目として、ロボットの項目が掲載されている（2001年）。また、2004年に出版されたエウゲン・ルングのアンソロジー『Literatura din Basarabia în secolul XX』にもロボットの散文が収録されている。Eseuri, critică literară ("20th Century Literature from Bessarabia. Essays, Literary Criticism")にもロボットの散文が収録されている。その1年後には、詩人のニコライ・レアウが出版した別のシリーズにも彼の詩が収録されている。2006年、このシリーズに選ばれたことについて、Ion Țurcanuは次のように述べている。「詩人としてのロボットは、明らかに知られていない」。1991年頃に登場したポストモダニズムの世代では、詩人のエミリアン・ガライク＝パウンもロボットの作風に影響を受け、ロボットの作風を引用した作品を発表していた。
ロボットは妻に先立たれたが、妻はソビエト連邦と後にモルドバで無名のまま生きた。老後、彼女はモルドバのジャーナリスト、ゲオルゲ・ブデアヌのインタビューを受け、アレクサンドル・ロボットとの生活についての回想や、彼の伝記のあまり知られていない部分についての詳細を記録した。「彼女は、詩人アレクサンドル・ロボットの肖像を完全なものにしただけでなく、いまだに彼の周りに漂う謎をさらに深めた」とコレスニックは述べている。

## 関連
- List of people who disappeared

## ノート
1. ↑  Călinescu, p.902
2. ↑  (ルーマニア語) "Calendar. Aniversările și comemorările lunii ianuarie", in Realitatea Evreiască, Nr. 245 (1045), January–February 2006, p.13
3. ↑  (ルーマニア語) Eugen Lungu, "Limbaj și limbuție" Archived 2009-06-02 at the Wayback Machine., in Revista Sud-Est, Nr. 1/2002